# Paolo Maldini
Paolo Maldini (født 26. juni 1968) er en italiensk tidligere fodboldspiller, der i perioden 1984-2009  spillede 902 ligakampe for den italienske klub AC Milan. De 902 kampe er rekord for klubben. Han spillede endvidere 126 landskampe for Italien og scorede 7 mål. 
Maldini spillede hovedsageligt positionerne central forsvar og venstre back. 
var også en stor stjerne da han var aktiv, og i dag er han kendt som tidligere træner både i AC Milan og på det italienske landshold. I dag stadig aktiv som talentspejder.
Paolo Maldinis oldefar spillede også i AC Milan, og siden da har familien spillet i klubben. Paolo Maldini er søn af Cesare Maldini, der også var en fremtrædende fodboldspiller og senere træner for AC Milan og det italienske landshold. Paolo Maldini's søn, Christian Maldini, er en lovende ung spillere i Milans ungdomsafdeling i dag.[kilde mangler] Også Paolo Maldinis anden søn, Daniel Maldini er tilknyttet Milans ungdomshold[kilde mangler] og anses ligesom Christian som et talent.

## Trofæer

### Nationale trofæer
- Serie A | 7 gange

Milan: 1987-1988, 1991-1992, 1992-1993, 1993-1994, 1995-1996, 1998-1999, 2003-2004
- Den Italienske Supercup | 5 gange

Milan: 1988, 1992, 1993, 1994, 2004
- Coppa Italia | 1 gang

Milan: 2002-2003

### Internationale trofæer
- Europacup for mesterhold / Champions League | 5 gange

Milan:  1988-1989, 1989-1990, 1993-1994, 2002-2003, 2006-2007
- Den Europæiske Supercup | 5 gange

Milan: 1989, 1990, 1994, 2003, 2007
- Intercontinental Cup | 2 gange

Milan: 1989, 1990
- VM for klubhold | 1 gang